# بژژنگتسا بخاوسکا
بژژنگتسا بخاوسکا (به لهستانی:  Brzeźnica Bychawska) یک روستا در لهستان است که در گمینا نگچویادا واقع شده‌است.